# G.I. Joe – Geheimauftrag Cobra
G.I. Joe – Geheimauftrag Cobra ist eine Actionfilm-Adaption aus dem Jahr 2009, die auf dem „G.I.-Joe“-Spielzeugfranchise beruht. Die Regie übernahm Stephen Sommers nach einem Drehbuch nach Stuart Beattie. Der Film wurde 2013 mit G.I. Joe – Die Abrechnung fortgesetzt. Mit Snake Eyes: G.I. Joe Origins wurde 2021 ein weiterer Film aus dem Franchise veröffentlicht.

## Handlung
In einer nahen Zukunft entwickelt der Waffenhändler James McCullen eine auf Nanotechnik basierende Waffe, die ganze Städte zerstören kann. Sein Unternehmen MARS verkauft vier Sprengköpfe dieser Waffe an die NATO. Die US Army wird mit der Auslieferung beauftragt, Duke und Ripcord sollen die Sicherung des Transports übernehmen. Dieser wird aber von der Baroness angegriffen, die Duke als seine Exverlobte Ana Lewis identifiziert. Duke und Ripcord werden von Scarlett, Snake Eyes und Heavy Duty gerettet und einschließlich der Sprengköpfe in das Hauptquartier der Global Integrated Joint Operating Entity (G.I. JOE) in Nordafrika mitgenommen. Dort treffen Duke und Ripcord auf General Hawk, der G.I. Joe leitet und die Kontrolle über die Aufbewahrung der Sprengköpfe übernimmt. Hawk lässt die beiden nur deshalb in der Organisation, weil Duke die Baroness kennt.
McCullen verwendet dieselbe Nanotechnologie, um mit Hilfe des Doktors widerstandsfähige Soldaten zu schaffen. Diese sollen den Diebstahl der Sprengköpfe sichern, damit er eine neue Weltordnung schaffen kann. Bei der Fernüberprüfung der Sprengköpfe aktiviert McCullen einen Sender und schickt Storm Shadow, die Baroness und Zartan sowie Unterstützungskräfte, um die Sprengköpfe wiederzubeschaffen. Nach einem Kampf bergen die drei die Sprengköpfe und schaffen diese zum Wissenschaftler Baron DeCobray, dem Ehemann der Baroness. Sie zwingen ihn, die Sprengköpfe mit Hilfe des von ihm geleiteten Teilchenbeschleunigers scharf zu machen. Sie feuern einen Sprengkopf auf den Eiffelturm, um die destruktive Kraft der Waffe zu zeigen. Die sie verfolgenden Joes können den Abschuss nicht verhindern, Duke gelingt es allerdings, den Notausschalter zu drücken, bevor die in der Waffe enthaltenen „Nano-mites“ mehr als den bereits nicht mehr zu rettenden Eiffelturm zerstören können. Dabei wird Duke jedoch gefangen genommen und in McCullens Basis unter der Arktis verschleppt.
Die Joes lokalisieren diese Basis und kommen dort an, während McCullen die Sprengköpfe auf Raketen montieren lässt. Snake Eyes kann eine Rakete kurz nach dem Start abschießen. Ripcord verfolgt die zwei weiteren Raketen, die auf Moskau und Washington abgeschossen wurden, mit einem Flugzeugprototyp. Scarlett und ihre Gruppe infiltrieren die Basis, während Heavy Duty einen Ablenkungsangriff anführt. Duke erfährt derweil, dass der Doktor Rex Lewis ist, der eigentlich tote Bruder von Ana. Dieser kam dem Anschein nach vor vier Jahren bei einer von Duke geführten Mission umkam. Rex überlebte verletzt, weil er sich zusammen mit Doctor Mindbender in einem versteckten Bunkerprototypen aufhielt. Die Baroness versucht daraufhin, Duke vor ihrem Bruder zu retten, und befreit ihn. Jedoch kann Rex die Baroness daran hindern, da er sie die letzten vier Jahre mit seinen Nano-mites „umprogramiert“ und unter Kontrolle hatte. Bei McCullens Versuch, Duke zu töten, verletzt dieser ihn, und McCullen flieht mit Rex in ein Fluchtfahrzeug. Duke und die Baroness verfolgen die beiden, während Rex die Selbstzerstörungssequenz der Basis einleitet. Währenddessen treffen Snake Eyes und Storm Shadow aufeinander. Snake Eyes ersticht Storm Shadow, der ins eisige Wasser fällt.
Rex heilt McCullens verbranntes Gesicht mit Nano-mites, tauft ihn auf den Namen „Destro“ und nimmt die Identität des Cobra Commanders an, woraufhin sie kurz danach von den Joes gestellt werden. Auf einem Flugzeugträger wird die Baroness in Schutzhaft genommen, bis die Nano-mites aus ihrem Körper entfernt wurden. Zartan infiltriert unter Kontrolle von Rex das Weiße Haus, indem er während der Krise die Identität des US-Präsidenten angenommen hat.

## Produktion

### Entwicklung
2003 hatte Lorenzo di Bonaventura Interesse daran, einen Film über fortgeschrittene militärische Technik zu produzieren, woraufhin ihn Brian Goldner, der damalige Leiter von Hasbros Spielzeugabteilung, anrief und ihm vorschlug, den Film auf der Spielzeugserie G.I. Joe basieren zu lassen. Goldner und Bonaventura hatten vorher schon zusammengearbeitet und Spielzeug für Filme entwickelt, die Bonaventura als Chief Executive Officer von Warner Bros. produzierte. Beide brauchten drei Monate, um eine Handlung zu entwickeln, und wählten schließlich Michal B. Gordon als Drehbuchautor, da ihnen sein Skript für 300 gefiel.
Bonaventura wollte dabei die Geschichte bestimmter Figuren schildern und führte dazu die Rolle des Rex ein, um tiefgründiger das Wesen von Duke darstellen zu können. Der Name Rex wurde dabei von Hasbro vorgeschlagen. Ursprünglich wollte der Produzent Don Murphy den „G.I.-Joe“-Film produzieren, doch als 2003 der Irakkrieg ausbrach, betrachtete er einen Film mit dem Titel G.I. Joe nunmehr als unangebracht und entschied sich daher dafür, stattdessen den Film Transformers zu produzieren, der ebenfalls auf einer Hasbro-Spielzeugserie basierte. Bonaventura findet, „dass die Joes, und Duke im Speziellen im Film, für etwas stehen, das ich einem weltweiten Publikum vermitteln möchte.“
Im Februar 2005 schrieben Paul Lovett und David Elliot, die Bonaventuras Vier Brüder geschrieben haben, den Entwurf von Gordon um. Skip Woods schrieb dann nochmals im März 2007 das Skript um und fügte die Rolle des Alex Mann ein, einem Charakter der britischen „Action Man“-Spielzeugserie (welche wiederum das britische Gegenstück zur bzw. ein Ableger der „G.I. Joe“-Serie war). Bonaventura erklärte: „Unglücklicherweise hat unser Präsident [George W. Bush] uns in eine internationale Lage gebracht, wo es schwierig wäre, einen Film mit dem Titel G.I. Joe zu veröffentlichen. Einen Charakter dem Team hinzuzufügen ist eine Sache, die Spaß macht.“
Im August 2007 verpflichtete Paramount Pictures Stephen Sommers als Regisseur für den Film, nachdem dieser den CEO von Paramount durch eine Präsentation überzeugte.
Sommers wurde dazu inspiriert, nachdem er Hasbro in Rhode Island besucht und das „G.I.-Joe“-Universum erkundet hatte. Das Projekt bekam mehr Impulse nach dem von Bonaventura produzierten Film Transformers. Sommers unterschrieb dann als Regisseur, da ihn das Konzept an James Bond erinnere und er einen Unterwasserkampf in der Geschichte als Referenz an Feuerball sehe. Stuart Beattie wurde angeworben, um ein neues Drehbuch für Sommers’ Film zu schreiben, und Larry Hama, der als Autor bei Marvel an der Entwicklung der 1980er-Neuinterpretation der „G.I.-Joe“-Serie (die als Vorlage für den Film diente) beteiligt gewesen war, wurde als kreativer Berater engagiert. Er half, die Handlung von Elementen zu befreien, die den Fans nicht gefallen hätten, und glich die Handlung an die der viele Jahre lang von ihm geschriebenen Comics an. Auch überzeugte er die Produzenten, eine Comic-Szene am Filmende herauszuschneiden, in der Snake-Eyes redet.
Um die Produktion vor dem Streik 2007/08 der WGA zu beschleunigen, halfen John Lee Hancock, Brian Koppelman und David Levien beim Schreiben verschiedener Szenen.
Goldner sagte, dass deren Inspiration hauptsächlich die Comics von Hama waren. Dabei half auch die detailreiche Hintergrundgeschichte, da laut Sommers der Film sonst hinter den Zeitplan gefallen wäre.

### Dreharbeiten
Die Dreharbeiten begannen am 11. Februar 2008 in Los Angeles. Da Paramount ein großes Studio brauchte, um die Produktion so schnell wie möglich voranzutreiben, entschied man sich, in Downey zu drehen. Dabei wurden die ersten beiden Ebenen des „G.I.-Joe“-Hauptquartieres nachgebaut, da die restlichen Gebäude als Spezialeffekt erzeugt werden sollten. In Downey wurde ebenso Destros M.A.R.S.-Basis in der Arktis nachgebaut sowie verschiedene U-Boot-Innenräume, was auch ein SHARC umfasst.
Im Mai 2008 wurde die Produktion für einen Monat in die Filmstudios Barrandov in Tschechien verlagert. Die Crew übernahm weite Teile der Prager Altstadt. Während der Dreharbeiten wurden am 26. April sieben Menschen leicht verletzt, als ein Bus und mehrere Autos von einem Geländewagen infolge Bremsproblemen gerammt wurden. Eine Second Unit machte Aufnahmen in Paris, Ägypten, Tokio, der Arktis sowie auch unter Wasser.
Die Produktionsdesigner formten das Innere von Destros U-Boot in einer Handley Page Jetstream. Sommers erwähnte, dass die klobigen, unbeweglichen Exoskelette (die z. B. eine „Autoverfolgungsjagd mit einem Typen ohne Auto“ ermöglichen) es den Schauspielern schwer gemacht hätten und diese deshalb in möglichen Fortsetzungen nur in reduziertem Umfang zu sehen sein werden.
Bonaventura sagte, dass die Hilfe der US Army nur begrenzt sein wird, da viele Waffen fiktiv sind. Den Filmemachern wurde es außerdem verwehrt, ein Mine Resistant Ambush Protected vehicle (MRAP) zu nutzen, da viele dieser Fahrzeugtypen schnellstmöglich in den mittleren Osten geschickt wurden, doch wurden Dreharbeiten im National Training Center zugelassen. Einige Kommentatoren, die Probevorstellungen sowie Werbung besprachen, bemerkten oberflächliche Ähnlichkeit mit der Actionfilm-Parodie Team America.

### Trivia
- Entgegen der Vorlage verwendet Snake Eyes im Film ein Katana (Samuraischwert) und nicht, wie in der ursprünglichen Comic-Version, ein Ninjatō (ein kurzes Schwert, das nicht gekrümmt ist).[33]

- Viele Mitglieder und Truppen der Geheimorganisation Cobra (unter anderem auch die Baroness) verwenden im Film sogenannte Schallkanonen (Sonic and ultrasonic weapons, USW), bei denen in der Realität zwar schon einige Prototypen[34] existieren, die jedoch bisher nicht über die im Film gezeigte Feuerkraft verfügen.[35][36][37]

- Die Schauspieler Adewale Akinnuoye-Agbaje, Brendan Fraser und Arnold Vosloo spielten bereits zusammen in dem Film Die Mumie und Die Mumie kehrt zurück, wobei Adewale Akinnuoye-Agbaje erst im letzteren mitspielte.

- Der Film startete am 13. August 2009 in den deutschen Kinos.

### Filmmusik
Die Filmmusik wurde von Alan Silvestri komponiert, der diese dann mit einem 90-köpfigen Symphonieorchester der Hollywood Studio Symphony in den Aufnahmestudios von Sony und 20th Century Fox einspielte. Der Soundtrack wurde in Deutschland am 31. Juli veröffentlicht.
Im Abspann wird ein Remix des Songs Boom Boom Pow der Black Eyed Peas gespielt.

## Marketing
Der Spielzeughersteller Hasbro, der die Rechte an der Marke G.I. Joe besitzt, veröffentlicht seit Juli 2009 die Spielzeugfiguren zum Film. Während frühere „G.I.-Joe“-Spielzeugserien außerhalb der USA oftmals überhaupt nicht oder nur unter anderem Namen veröffentlicht wurden, kamen die Figuren zum Film in vielen Ländern unter dem Originaltitel G.I. Joe: The Rise of Cobra auf den Markt, darunter auch in Deutschland. Für die Entwicklung der Spielzeuge wurden die Schauspieler des Films in 3D eingescannt. Die Figuren sind dabei in der Größe 3¾ Zoll gehalten. Darüber hinaus sollen auch 12 Zoll große Actionfiguren erscheinen sowie das erste Spielset, das auf dem Hauptquartier des Teams beruht, seit es „G.I.-Joe“-Spielzeuge gibt.
Der amerikanische Comicverlag IDW Publishing veröffentlichte mehrere Comic-Miniserien zum Film, darunter auch eine Comicadaption der Filmhandlung.
Electronic Arts entwickelte außerdem eine Videospiel-Fortsetzung zum Film unter dem gleichen Titel.
Bei einem Budget von 175 Millionen US-Dollar wurden in den USA 150 Millionen, weltweit insgesamt 302 Millionen US-Dollar eingenommen. Der Film erreichte am Eröffnungs-Wochenende mit 54,7 Millionen US-Dollar Platz 1.

## Kritiken
Die Filmzeitschrift Cinema meinte, „Wer Spaß an Transformers hatte, dürfte auch an dieser Actionorgie mit Spielzeug-Vorbildern Gefallen finden. Alle anderen sollten der Team-America-DVD den Vorzug geben.“
Das Lexikon des internationalen Films urteilte: „Kinofilm um die aus Computerspielen, Serien-Episoden und Comics bekannten Hasbro-Figuren als überzogene, laute und sinnfreie Orgie der Pyrotechnik. Ermüdende Zweikämpfe zu Luft, Land und Wasser werden in bombastischen, vor der Zivilgesellschaft verborgenen Parallelwelten mit tödlichstem High-Tech ausgetragen und dienen allein dem lukrativen Geschäft mit der Gewalt in patriotischer Gestalt.“
Manohla Dargis meinte in der New York Times, „dieser teure, trockene Quatsch“ könne niemals von Kritikern verrissen werden, „einfach weil der Film schon längst auseinandergerissen ist.“

## Nominierungen für die Goldene Himbeere
Der Film war bei den Verleihungen des Spottpreises Goldene Himbeere mehrmals nominiert:
- Schlechtester Film
- Schlechtestes Drehbuch
- Schlechteste Regie
- Schlechtester Nebendarsteller Marlon Wayans
- Billigster Abklatsch
- Sienna Miller wurde als Schlechteste Nebendarstellerin ausgezeichnet

## Fortsetzung
Die Fortsetzung G.I. Joe – Die Abrechnung wurde 2011 gedreht. Der Kinostart war für den Frühsommer 2012 geplant, wurde aber auf den 28. März 2013 verschoben.